# Penfleps
Penfleps est un groupe de musique français, originaire du Finistère, en Bretagne. Formé en 1989 et dissous en 1992, le groupe mêle rock et world music. Le nom, qui signifie têtes parlantes en breton, est un clin d'œil au groupe américain Talking Heads.
Ayant pour ambition d'amener la musique bretonne vers la modernité en l'ouvrant à d'autres cultures et en la croisant avec les musiques actuelles, ses membres ont par la suite poursuivi l'aventure en gardant les fondements du métissage des cultures initiales en fondant Red Cardell, Taÿfa, Ribbin ou JJB Experience.

## Histoire

### Formation

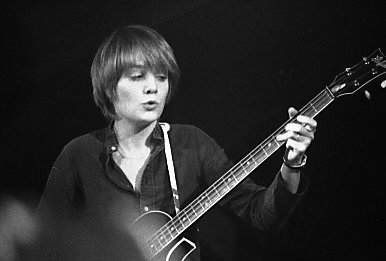
Tina Weymouth, cofondatrice des Talking Heads et arrière-petite fille d'Anatole Le Braz, bassiste du Tom Tom Club avec son mari Chris Frantz.

C'est par une nuit de l'été 1989 au cœur de la Bretagne, lors d'un concert de solidarité organisé à la suite de l'incendie de l'atelier d'un artisan à Brasparts dans les Monts d'Arrée, que deux membres des Karroth Rapées, Jean-Pierre Riou (chant, guitare, bombarde) et Jean-Jacques Baillard (également ancien batteur de Dan Ar Braz et gendre de Youenn Gwernig) rencontrent Farid Aït Siameur, artiste kabyle installé en Pays Bigouden et chanteur de Tassili (avec Patrice Marzin aux guitares).
Le public et les danseurs se prenant au jeu et les encouragements du « Grand Youenn » décident les trois musiciens à poursuivre ensemble avec ce mélange atypique mêlant rock, punk, danse bretonne, musique arabo-andalouse et chant anglo-berbère. Le but est de faire bouger les lignes, quitte à mettre un « coup de pied » dans la musique traditionnelle bretonne. Un nom est trouvé : Penfleps, traduction brito-Penn Sardin de Talking Heads le groupe de David Byrne, Jerry Harisson, Chris Frantz et Tina Weymouth, arrière-petite fille d'Anatole Le Braz. Pour appuyer sur le côté cosmopolite du groupe, Jean-Pierre prend son prénom breton Yann-Ber et Jean-Jacques devient Papy Staccato (clin d'œil à son grand-père Piémontais). Pour tenir la basse ils font appel à Micky Runarvot puis à son fils Thierry, fan de Living Colour, cofondateur et contrebassiste de l'Ensemble Matheus.
En fin d'année le groupe enregistre un album au studio Lagon Bleu à La Feuillée avec le concours de Gwenc'hlan Le Scouëzec des éditions Beltan, illustrée par Pol Le Meur et commercialisée sous forme de cassette par son frère Alain Le Meur, le distributeur quimpérois de Keltia Musique spécialiste en France des musiques du monde celte.

### Débuts

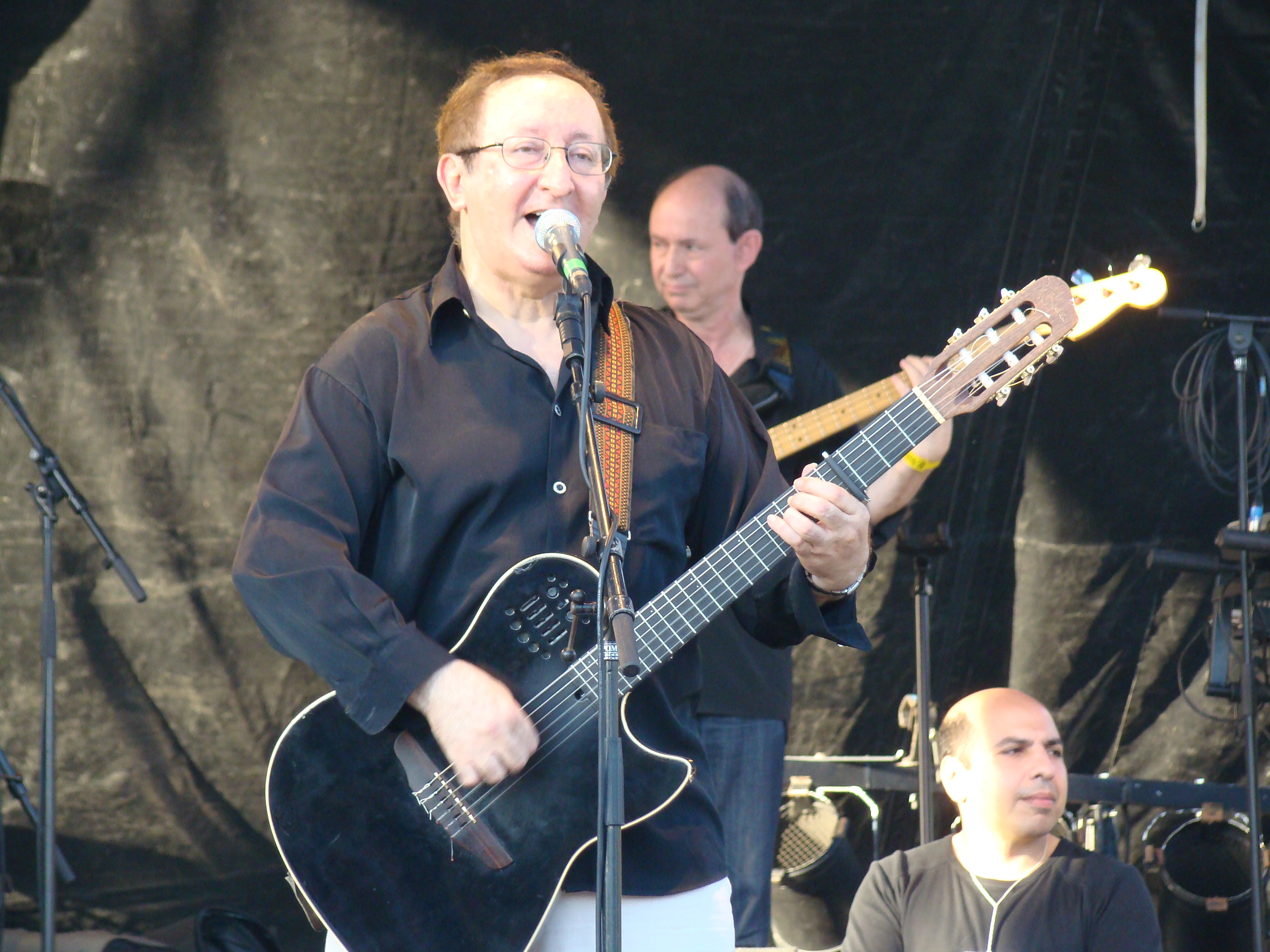
Le chanteur Idir a contribué au renouvellement de la chanson amazyghe et a apporté à la culture berbère une audience internationale.

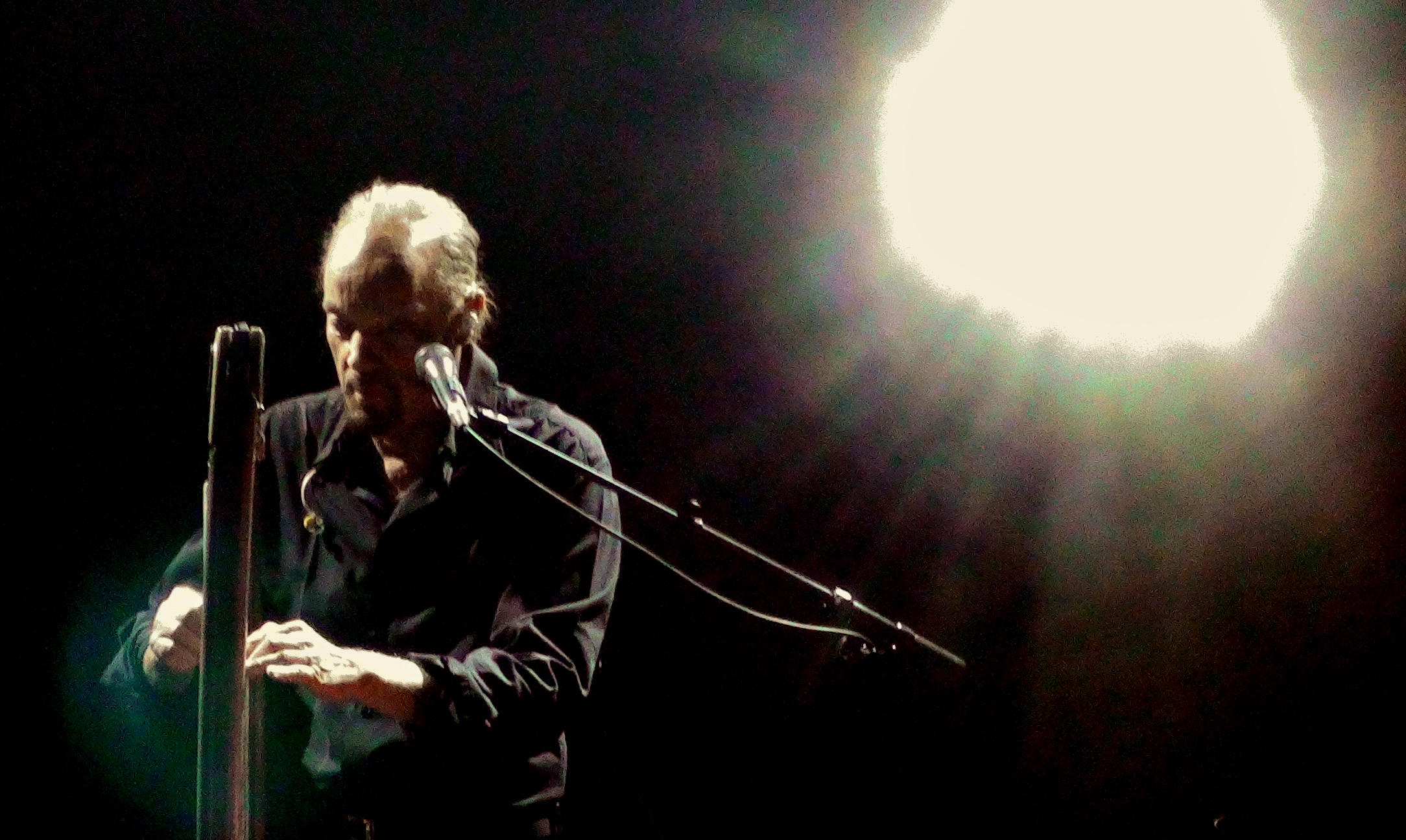
Le précurseur du renouveau celte, Alan Stivell, est la référence pour les groupes bretons qui se tournent vers la modernité.

Au début de 1990, le groupe s'étoffe avec l'arrivée de deux quimpérois, Jean-Michel Moal à l'accordéon chromatique et Jakez (Jacques en breton) Moreau avec ses percussions africaines, qui apportent à l'ensemble des couleurs neuves et encore plus audacieuses. Ils se font vite connaître et apprécier de la foule nombreuse, hétéroclite, des jeunes gens, ouverts sur le monde, qui aspirent à une modernisation de la musique bretonne et aiment le rock de manière exigeante, pas superficiel ou stéréotypé. Ils sont programmés fin 1990 au festival Rockcetera à Quimper en compagnie d'OTH et Elmer Food Beat, puis pour le 4e anniversaire du Ker opus à Langolen, haut lieu du rock en Bretagne, en compagnie de La Mano Negra et Doo The Doo. Le propriétaire des lieux, Patrick Kiffer (ancien bassiste d'Atoll) propose de les manager et confie à Philippe Bargain le tourneur du club-concert, le soin d'organiser les tournées. Pol Cudennec se charge de sonoriser le groupe lors des concerts[réf. nécessaire].
La formation se stabilise début 1991 quand Alain Guilloux remplace Micky et Thierry Runarvot à la basse. Dès lors, les concerts s'enchainent accompagnant sur scène aussi bien Alan Stivell, Idir, Xutos & Pontapés, The Fleshtones, FFF, NTM, Pigalle ou Noir Désir. Lors d'un de leurs concerts avec le groupe de Bertrand Cantat, au Manège en chantier à Lorient, Jacques Le Guellec d'Unlimited Blues Time tient exceptionnellement la basse. Inclassable, Penfleps se produit sur scène devant des publics très différents, aussi bien devant celui de la « Fête nationale de la langue bretonne » à Spézet et des festoù-noz, celui des théâtres et centres culturels ou celui fidèle des festivals rock et des nombreux clubs et cafés-concerts qui sont légion en Bretagne dans les années 1990, comme le Ker opus (leur lieu de résidence), le Barclay à Guipavas, le Coatelan à Plougonven et Tavarn Korn er Pont à Guern. On les retrouve aussi en tête d'affiche du festival Ippar Euskadi à Saint-Palais dans le Pays basque, au Sweet Bahnhof à Pau, au New Moon à Pigalle ou aux Estivales d'Aubervilliers[réf. nécessaire].
Précurseurs dans la fusion des musiques traditionnelles avec le rock ils sont rapidement remarqués par les plus grands festivals en Bretagne et hors du territoire péninsulaire. Ils se produiront les étés 1990 et 1991 au Festival interceltique de Lorient, en juillet 1991, au tout premier festival Aux portes de l'enfer, de retour à Brasparts, à la ferme de Gwernandour, partageant l'affiche avec les Happy Drivers et les irlandais Dye. En décembre 91 ils sont aux Transmusicales de Rennes, étant le dernier groupe à se produire à l'ancien Pub Satori (avant sa démolition) avec l'ingénieur du son britannique Chris Mix à la console, suivi d'un concert privé à L'Ubu accompagnés de membres des Silencers puis en avril 92 au Printemps de Bourges, sur la scène du Palais des congrès lors d'une des trois soirées « Europe sons mêlés », partageant la scène avec The Ukrainians. Des divergences entre les membres conduisent à la séparation de Penfleps fin juin 1992 après un dernier concert donné à l'Oasis au Mans en ouverture des Négresses vertes.

### Séparation et retrouvailles
Malgré la séparation, Jean-Pierre Riou et Jean Michel Moal, soutenus par le staff du Ker Opus, le club-concert lieu de résidence et de management du groupe, décident d'honorer les concerts de l'été sous le nom Penfleps, rejoints par Ian Proërer (batterie) et Christophe Poignant (basse). Après une apparition remarquée, juste avant MC Solaar, au Festival Tamaris à Morlaix le 18 juillet, la nouvelle formation prend le nom de Red Cardell en octobre.
En 1990, en parallèle de Penfleps, Jean-Pierre Riou et Jean-Jacques Baillard, participent à l'album Emañ ar bed va iliz de Youenn Gwernig, et l'accompagnent sur scène lors de ses concerts. En 1993, Farid Aït Siameur, Jean-Jacques Baillard, Alain Guilloux et Jacques Moreau, montent ensemble un nouveau groupe du nom de Taÿfa, de couleur celto-berbère, avec Patrick Péron (piano) et Ludovic Mesnil (guitares).
Entre 2006 et 2016, Farid Aït Siameur participe à quelques concerts ou tournées et quatre albums de Red Cardell (Naître, Le Banquet de cristal, La Fête au village et Bienvenue) en reprenant notamment deux titres de Penfleps (El Nim et Kahina). En 2015, lors du Cornouaille à Quimper, plusieurs membres du groupe se produisent dans diverses formations au sein du festival : Jean-Jacques Baillard avec La Grande tribu Gwernig, en hommage au poète disparu. Farid Aît Siameur, avec son groupe Taÿfa, invite Jean-Michel Moal et Jean-Pierre Riou à reprendre quelques titres de Penfleps et Jacques Moreau avec Jean-Michel Moal pour accompagner le chanteur Pier Guérin au sein du groupe Nickeldespieds. En 2016, Jean-Pierre Riou et Jean-Michel Moal invitent cinq artistes des cinq continents pour l'album et le spectacle Bienvenue de Red Cardell. Pour représenter l'Afrique, ils font appel à Farid Aït Siameur et ses mélopées berbères[réf. nécessaire].

## Style musical et influences

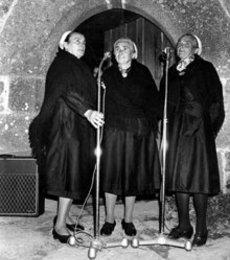
Who's Afraid of Goadec Sisters? (qui a peur des Sœurs Goadec?): s'exclame Youenn Gwernig lors du 1er concert de Penfleps.

Les paroles des chansons sont écrites soit par Jean-Pierre Riou en anglais (Last Train, I Closed My Eyes), soit par Farid Aït Siameur en berbère (Ajkuk, Kahina), chacun chantant ses propres textes et participant aux chœurs sur les titres de l'autre. Les morceaux sont essentiellement composés par Jean-Pierre Riou et Jean-Jacques Baillard, mais aussi parfois par Farid Aït Siamaeur ou Jean-Michel Moal qui compose avec Riou We've Got to Be Alone, le morceaux le plus connu du groupe, repris plus tard par Red Cardell et figurant sur le premier album Rouge[réf. nécessaire].
Sur des airs de danses bretonnes (an dro, gavotte, kost ar c'hoad, laridé, kas a-barh) et de mélopées berbères, dont les sonorités sont proches, on ressent l'influence du rock expérimental des Talking Heads, du punk d'outre manche, du rock alternatif hexagonal, du blues ou du folk américain à la Dylan, le tout rythmé de percussions africaines[réf. nécessaire].
Penfleps est toujours resté le potomitan de ses anciens membres, que soit pour Red Cardell, Taÿfa et JJB Experience. C'est aussi une référence pour des groupes de musique de danse bretonne ouverts sur le monde, inspirés comme eux par les Sœurs Goadec et Alan Stivell et recherchant l'énergie du rock, comme Ar Re Yaouank et Startijenn[réf. nécessaire].

## Membres

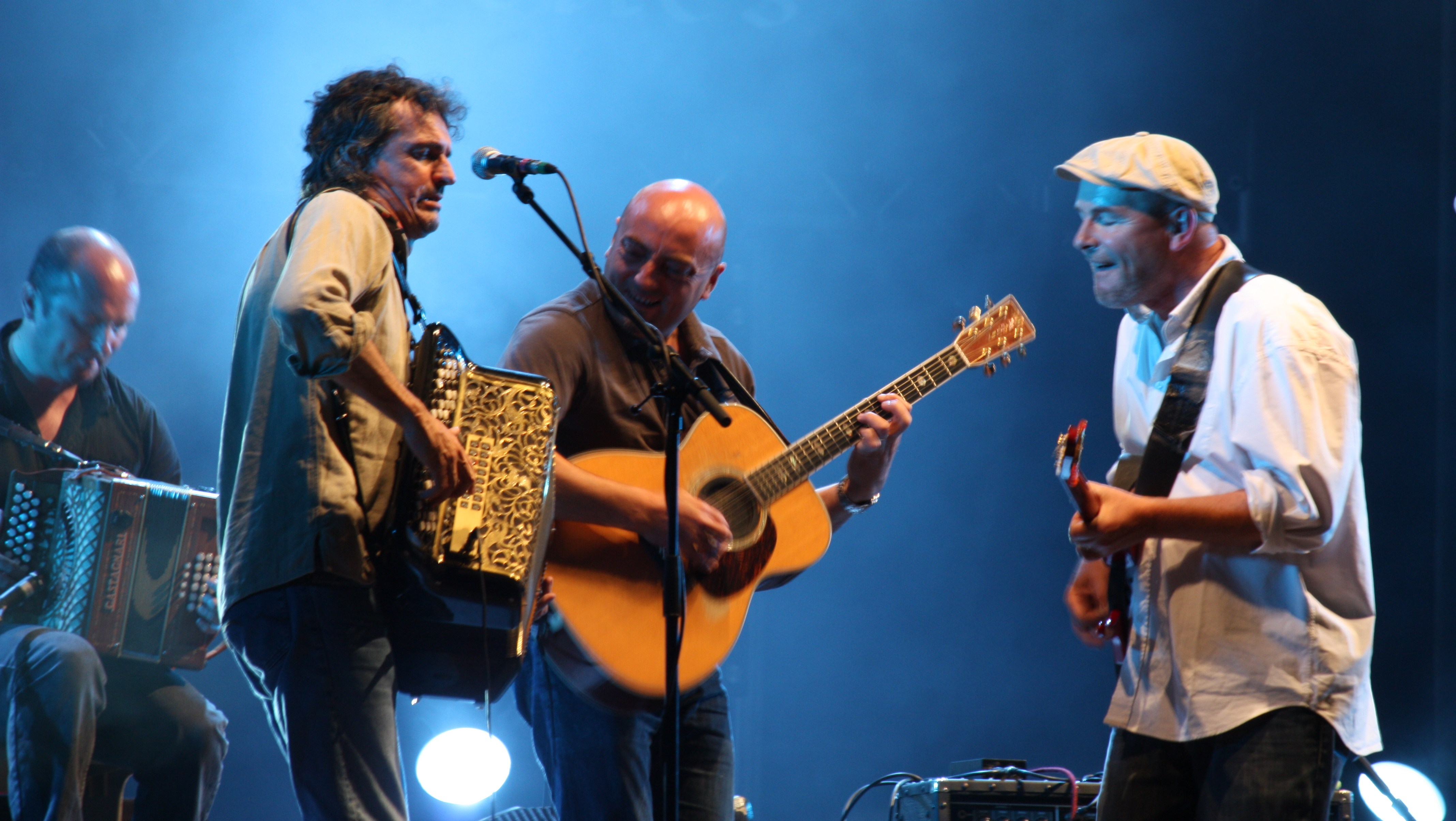
Le tandem Riou-Moal de Red Cardell, ici avec les Frères Guichen, fondateurs d'Ar Re Yaouank.

- Jean-Pierre Riou est le leader de Red Cardell depuis 1992 et en parallèle l'un des membres du Celtic Social Club de 2013 à 2015. Il se produit occasionnellement avec son groupe des tout débuts, Les Joyeux fusibles.
- Farid Aït Siameur est le leader de Taÿfa depuis 1993 et membre de Seven Reizh depuis 2001.
- Jean-Jacques Baillard, est le batteur et principal compositeur du premier album de Taÿfa en 1993. il fonde ensuite le groupe de fest-noz Ribbin en troquant la batterie pour l'accordéon diatonique. Au cours des années 2000 il monte le spectacle Mosaïques et depuis tourne avec sa propre formation, JJB Experience avec Alain Guilloux à la basse et le guitariste Arnaud Rüest[5]. en 2015 il donne des spectacles au sein de La Grande tribu Gwernig.
- Jean-Michel Moal, Accordéoniste de Red Cardell de 1992 à 2011, il rejoint Jacques Moreau et Jean-Claude Normant (ancien Taÿfa et Ribbin), en 2012, autour du chanteur Serge Cabon, puis du chanteur Pier Guérin depuis 2014. Il réintègre Red Cardell en 2015.
- Jacques Moreau accompagne plusieurs années Farid Aït Siameur dans Taÿfa, puis collabore à diverses formations, principalement Stok an Dañs et Honeymen. Avec Jean-Michel Moal, il accompagne en 2012 le chanteur Serge Cabon et depuis 2014 le chanteur Pier Guérin dans leur groupe Nickeldespieds.
- Thierry Runarvot, cofondateur de l'Ensemble Matheus en 1991 avec Jean-Christophe Spinosi, parcours le monde comme contrebassiste de la formation de musique classique de renommée internationale.